# Clarence G. Badger
Clarence G. Badger, o Clarence Badger, (San Francisco, 9 giugno 1880 – Sydney, 17 giugno 1964), è stato un regista, sceneggiatore e produttore cinematografico statunitense.

## Biografia
Attivo dal 1914 al 1941, Clarence G. Badger cominciò la sua carriera cinematografica come sceneggiatore in un cortometraggio western. Passò quasi subito alla regia, affiancando Harry Williams in un film prodotto dalla Keystone Film Company. Uno dei suoi film più famosi è Cosetta, interpretato da Clara Bow, un vero e proprio caso cinematografico che creò la moda di quello che in Italia venne chiamato un certo non so che.

## Filmografia

### Regista
- The Great Vacuum Robbery, co-regia di Harry Williams – cortometraggio (1915)
- A Modern Enoch Arden – cortometraggio (1916)
- Gypsy Joe, co-regia di William Campbell – cortometraggio (1916)
- A Family Affair (1916)
- His Wild Oats (1916)
- A Social Cub (1916)
- The Danger Girl – cortometraggio (1916)
- Haystacks and Steeples (1916)
- The Nick of Time Baby (1916)
- Teddy at the Throttle (1917)
- Dangers of a Bride (1917)
- Whose Baby? (1917)
- The Sultan's Wife (1917)
- The Pullman Bride (1917)
- The Floor Below (1918)
- Il modello di Venere (The Venus Model) (1918)
- Friend Husband (1918)
- The Kingdom of Youth (1918)
- A Perfect Lady (1918)
- Day Dreams (1919)
- Sis Hopkins (1919)
- Daughter of Mine (1919)
- Leave It to Susan (1919)
- Sbaglio di porta (Through the Wrong Door) (1919)
- Strictly Confidential (1919)
- Almost a Husband (1919)
- Jubilo (1919)
- Water, Water, Everywhere (1920)
- The Strange Boarder (1920)
- Jes' Call Me Jim (1920)
- The Man Who Lost Himself (1920)
- Cupid the Cowpuncher (1920)
- Honest Hutch (1920)
- Guile of Women (1920)
- Boys Will Be Boys (1921)
- An Unwilling Hero (1921)
- Doubling for Romeo (1921)
- A Poor Relation (1921)
- Don't Get Personal (1922)
- The Dangerous Little Demon (1922)
- The Ropin' Fool (1922)
- Quincy Adams Sawyer (1922)
- Fruits of Faith (1922)
- Your Friend and Mine (1923)
- Red Lights (1923)
- Potash and Perlmutter (1923)
- Painted People (1924)
- The Shooting of Dan McGrew (1924)
- One Night in Rome (1924)
- New Lives for Old (1925)
- Eve's Secret (1925)
- Paths to Paradise (1925)
- The Golden Princess (1925)
- Hands Up! (1926)
- Miss Brewster's Millions (1926)
- The Rainmaker (1926)
- The Campus Flirt (1926)
- Cosetta (It) (con Josef von Sternberg, non accreditato) (1927)
- Un bacio in taxi (A Kiss in a Taxi) (1927)
- Señorita (1927)
- Man Power (1927)
- La scuola delle sirene (Swim Girl, Swim) (1927)
- She's a Sheik (1927)
- Quello che donna vuole... (Red Hair) (1928)
- La miniera di bebè (The Fifty-Fifty Girl) (1928)
- La rivincita di Fanny (Hot News) (1928)
- Una donnina energica (Three Weekends) (1928)
- Parigi (Paris) (1929)
- No, No, Nanette (1930)
- Murder Will Out (1930)
- Le Masque d'Hollywood (1930)
- Sweethearts and Wive (1930)
- The Bad Man (1930)
- The Hot Heiress (1931)
- Woman Hungry (1931)
- Party Husband (1931)
- La croce del sud (When Strangers Marry) (1933)
- Rangle River (1933)
- That Certain Something (1941)

### Sceneggiatore
- The Tender Hearted Sheriff, regia di Allen Curtis (1914)
- Lost in Mid-Ocean, regia di Ulysses Davis (1914)
- Love, Roses and Trousers, regia di Allen Curtis (1914)
- The Rejuvenation of Liza Jane, regia di Allen Curtis (1915)
- Wedding Bells Shall Ring, regia di Allen Curtis (1915)
- The Way He Won the Widow, regia di Allen Curtis (1915)
- The Fatal Kiss, regia di Allen Curtis (1915)
- A Day at the San Diego Fair, regia di Allen Curtis (1915)
- The Lady Doctor of Grizzly Gulch, regia di Allen Curtis (1915)
- Done in Oil, regia di Charles Avery (1917)

### Attore
- Follie di New York (My Gal Sal) (1942)
- Io ho ucciso! (The Strange Affair of Uncle Harry) (1945)
- The Shocking Miss Pilgrim, regia di George Seaton e, non accreditati, Edmund Goulding, John M. Stahl (1947)

### Produttore
- It (1927)
- She's a Sheik, regia di Clarence G. Badger (1927)
- Quello che donna vuole... (Red Hair), regia di Clarence G. Badger (1928)
- Rangle River (1936)